# Święty Wojciech Dom Medialny

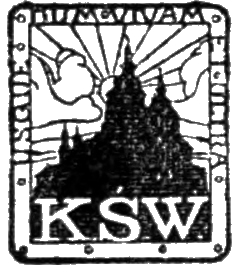
Logo Księgarni z lat 20. XX wieku z sylwetką katedry poznańskiej przed regotyzacją

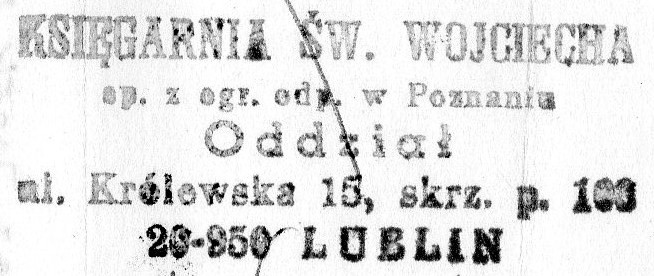
Stempel oddziału lubelskiego z lat 80. XX wieku

Drukarnia i Księgarnia Św. Wojciecha – oficyna wydawnicza od 1895 roku, wydawnictwo książkowe założone w 1897 roku w Poznaniu dzięki staraniom arcybiskupa Floriana Stablewskiego. Jest to najstarsze katolickie wydawnictwo działające w Polsce.

## Historia
Publikacje wydawnictwa obejmowały szeroki zakres tematyczny – od literatury ściśle religijnej po świecką literaturę piękną polską i powszechną, podręczniki, publicystykę i książki naukowe.
Od 1914 roku księgarnia dysponowała maszyną rotograwiurową, a w roku 1919 posiadała papiernię „Malta” pod Poznaniem i fabrykę miazgi papierniczej na Górnym Śląsku. Wieloletnim dyrektorem księgarni był biskup Stanisław Adamski. Zniszczona w czasie II wojny światowej; w pierwszych miesiącach okupacji, dzięki staraniom Stefana Szpingera i innych pracowników Księgarni, udało się jednak wywieźć do Warszawy kilkaset ton książek z magazynów firmy. Po 1945 roku znalazła się pod zarządem Centralnego Przemysłu Graficznego. Przez wiele lat dyrektorem Księgarni był ks. Czesław Piotrowski (który już przed wojną założył gimnazjum i liceum przy ul. Głogowskiej w Poznaniu, a po wojnie stał na czele Dyrekcji Odbudowy poznańskiej katedry).
W roku 1985 Księgarnia otrzymała Nagrodę Społeczną im. Kardynała Stefana Wyszyńskiego za zasługi w krzewieniu wartości katolickich i narodowych.
W roku 2013 spółka przeniosła swoją siedzibę na poznańskie Chartowo (ul. Chartowo 5), a dwa lata później zmieniła nazwę na Święty Wojciech Dom Medialny.
W roku 2018 dotychczas należące do Archidiecezji Poznańskiej Radio Emaus zostało włączone w strukturę spółki.

## Aktualnie
W ramach spółki Święty Wojciech Dom Medialny działają następujące podjednostki:
- Wydawnictwo Świętego Wojciecha,
- Redakcja Przewodnika Katolickiego
- Radio Emaus
- Redakcja Małego Przewodnika Katolickiego
- Redakcja KnC - Króluj nam Chryste
- Redakcja Biblioteki Kaznodziejskiej
- Księgarnia Świętego Wojciecha
- Katolicka Księgarnia Internetowa SwietyWojciech.pl.

Jednoosobowym właścicielem ŚWDM jest abp poznański Stanisław Gądecki, z racji pełnionego urzędu. Prezesem Zarządu jest ks. dr Tomasz Siuda.